# Het ideaal glipt binnen door het venster
Het ideaal glipt binnen door het venster is een hoorspel naar de komedie À quoi rêvent les jeunes filles? (1832) van Alfred de Musset. De NCRV zond het uit op vrijdag 12 maart 1971. Maud Cossaar zorgde voor vertaling en bewerking. Marijke Smit Sibinga speelde de muzikale omlijsting op klavecimbel. De regisseur was Johan Wolder. Het hoorspel duurde 34 minuten.

## Rolbezetting
- Edda Barends (Ninon)
- Paula Majoor (Ninette)
- Dries Krijn (Laërte, hun vader)
- Wim van der Grijn (Silvio, een jonge minnaar)
- Paul van Gorcum (graaf Irus, een blaaskaak)
- Nora Boerman (Flora, een gedienstige)
- Piet Ekel & Donald de Marcas (Spadille & Quinola, twee huisknechten)

## Inhoud
Een slaapkamer, elf uur ‘s avonds. Ninon et Ninette, tweelingzusters, gaan slapen. Maar op het uur van het gebed sluipt een schaduw rond in de nacht. Een dief? Een minnaar? De duivel?... Wat een raadsels, wat een rillingen! Genoeg om de verbeelding van de twee jonge, onschuldige meisjes op hol te doen slaan...